# Jacques Georges
Jacques Georges, född 1916, död 2004, var en fransk fotbollsfunktionär, ordförande i Uefa (1983–1990).
Jacques Georges är utexaminerad från HEC Paris.